# 14 avril 1944
Le vendredi 14 avril 1944 est le 105e jour de l'année 1944.

## Naissances
- Jacques Olivier, homme politique canadien
- José María Guelbenzu, écrivain espagnol
- Mike Curran, joueur américain de hockey sur glace
- Nguyễn Phú Trọng, Secrétaire général du Parti communiste vietnamien
- Roberto Zandonella, bobeur italien
- Yves Van Haecke (mort le 5 mars 2010), personnalité politique française

## Décès
- Étienne Fougère (né le 4 janvier 1871), personnalité politique française
- Benjamin Crémieux (né le 1er décembre 1888), critique littéraire et écrivain français
- Mary Adela Blagg (née le 17 mai 1858), astronome britannique
- Paul Ullman (né le 21 janvier 1901), agent américain du service secret britannique
- T. Hayes Hunter (né le 1er décembre 1884), réalisateur américain

## Événements
- Fondation de la société Hydro-Québec
- Fin de l'offensive Dniepr-Carpates
- Conférence sur l’Afrique organisée à New York par la CAA. Elle fait renaître l’idée d’un Ve Congrès panafricain[1].